# Túneles de Casas Bajas
Los túneles de Casas Bajas son dos pasos de carretera existentes en el término de Casas Bajas, provincia de Valencia (Comunidad Valenciana, España).

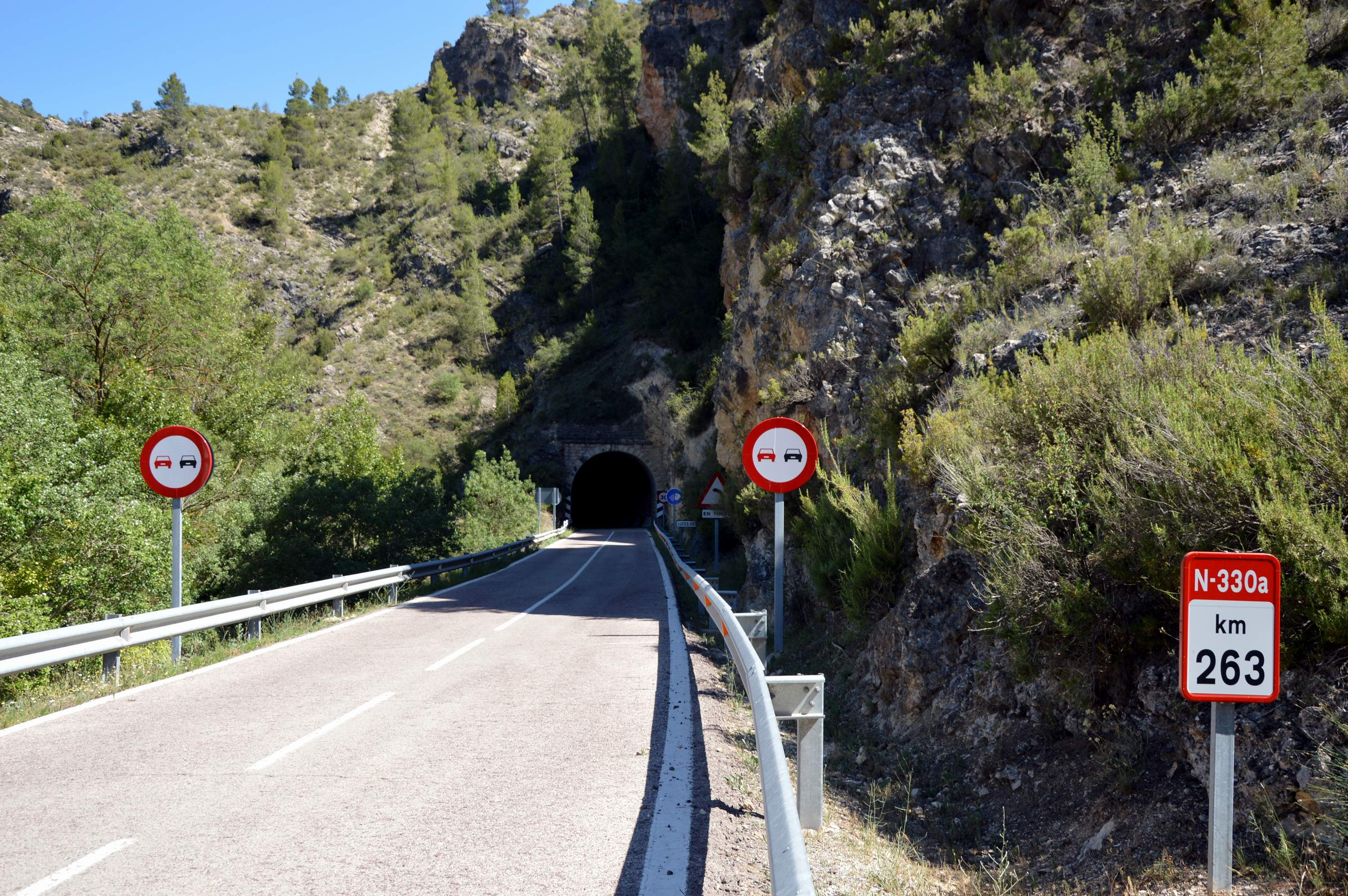
Detalle del punto kilométrico 263 en la N-330a en Casas Bajas, con la entrada al túnel 1 (del Rayuelo), dirección Valencia (2018).

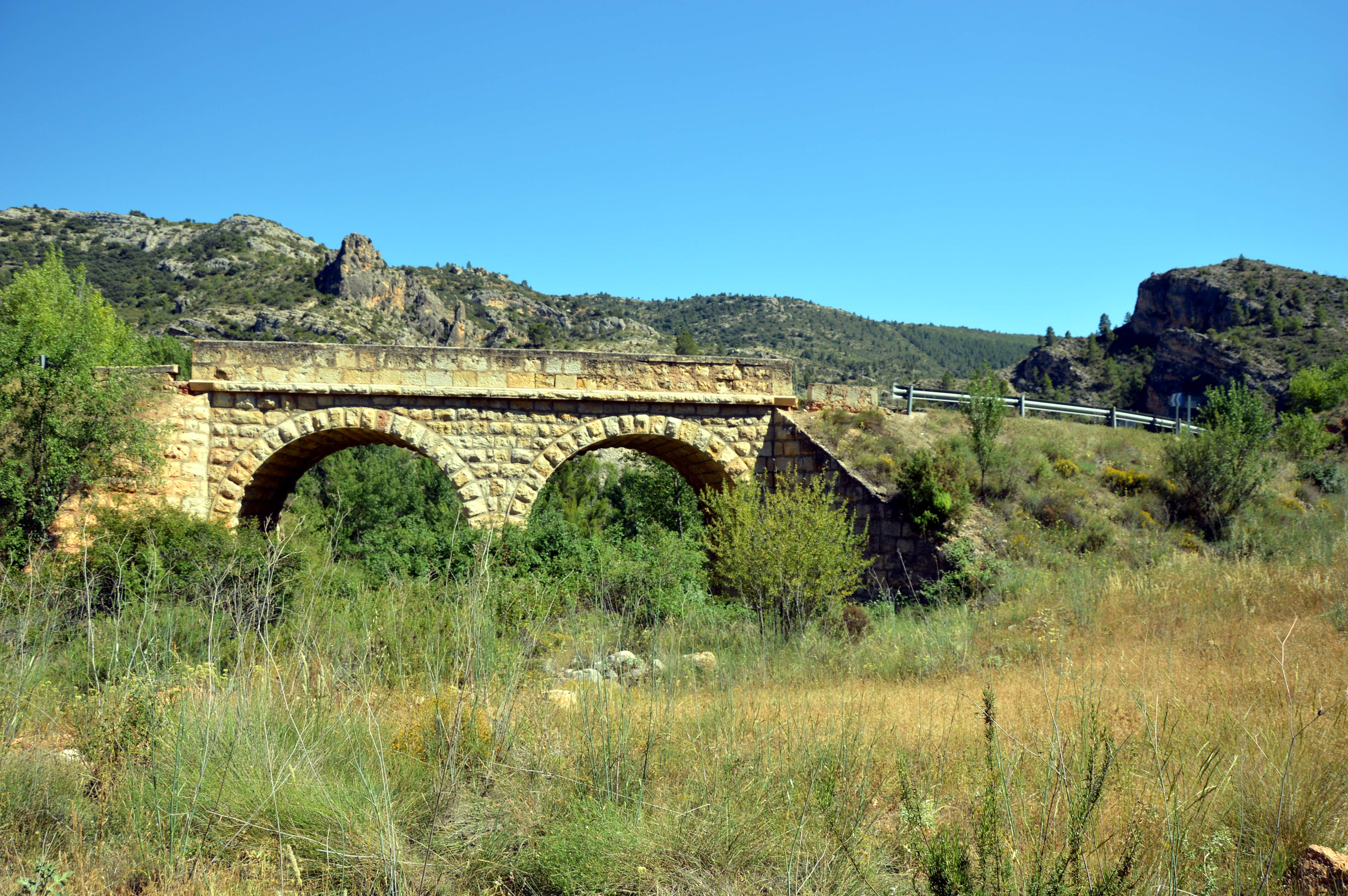
Detalle del puente que salva el barranco del Rayuelo en la N-330a en Casas Bajas, antes de entrar en el túnel 1 (de Arriba), 2018.

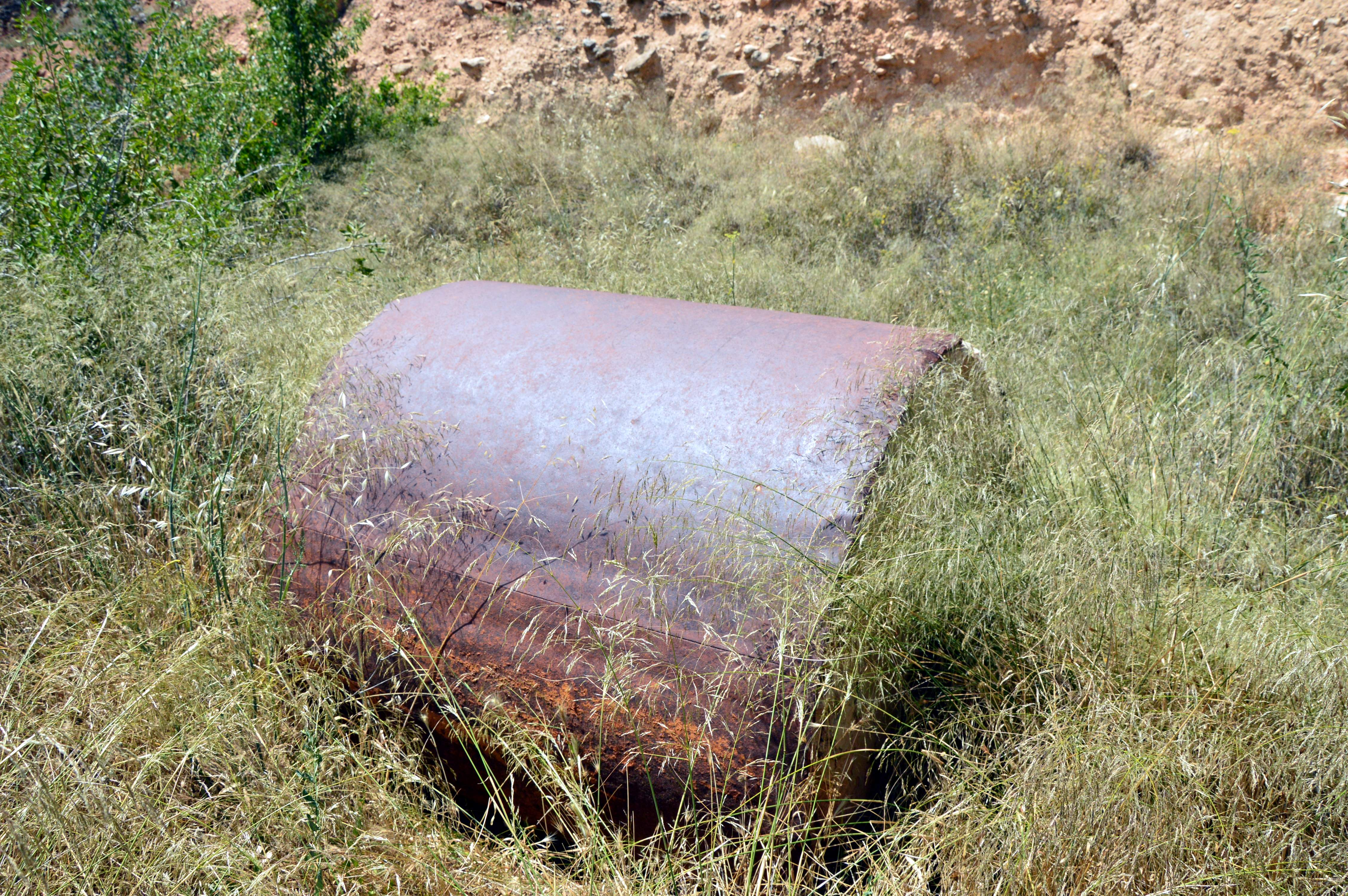
Detalle del rulo utilizado como apisonadora en la construcción de la carretera N-330a (antigua C-234), en Casas Bajas, 2018.

Se hallan en la carretera N-330a (antigua C-234), que unía el Rincón de Ademuz con Valencia, vía Santa Cruz de Moya, Chelva y Liria.

## Historia
Se comenzaron a labrar al final de la Dictadura de Primo de Rivera (1930), de forma que al comienzo de la Guerra Civil Española (1936-1939) ya estaban construidos. La adjudicataria de las obras de la carretera de Casas Bajas a Santa Cruz de Moya, incluidos los túneles fue una empresa de Madrid «Construcciones Sanz», que como Jefe de obras puso a Delfín Zubero Badiola (1889-1968), natural de Jaca (Huesca).
Consta por testimonios vecinales que Indalecio Prieto, en su visita al frente, durante la batalla de Teruel (1937-1938), pasó tres noches en uno de esos túneles, habilitados entonces como refugios antiaéreos y almacenes de combustible.-- Inicialmente, el parque móvil del XIX Cuerpo de Ejército (Bando republicano) estuvo en Torrebaja, posteriormente lo trasladaron a Casas Bajas, instalando el taller en la Iglesia Parroquial del Salvador.
En el barranco del Rayuelo, a unos cientos de metros por encima del primer túnel, en los primeros momentos de la Revolución Española de 1936 tuvo lugar la quema y destrucción del material ornamental y mueble procedente del saqueo de la Iglesia Parroquial.
Asimismo, las circunstancias de la Guerra Civil impulsaron la necesidad de acondicionar el tramo de carretera de Casas Bajas a Aras de los Olmos, vía Santa Cruz de Moya, precedente de la vía actual. Tras la contienda civil las obras se estancaron, de forma que a comienzo de los años cincuenta el puente de Santa Cruz de Moya sobre el Turia no se había construido todavía, faltando también dos tramos de carretera entre el citado puente y Casas Bajas.

## Ubicación y descripción
Existen dos túneles, ambos situados por debajo de la población, aguas abajo del río Turia, oficialmente denominados túnel 1 y túnel 2. Al túnel 1 se le denomina popularmente «del Rayuelo», por situarse en las proximidades del barranco de este nombre, que rinde aguas al Turia por la derecha. Al túnel 2 se le denomina «de Abajo», por su situación aguas abajo con respecto del primero.
Geográficamente se halla a un centenar de metros del límite de la Comunidad Valenciana y la Comunidad de Castilla-La Mancha, constituyendo propiamente la entrada al Rincón de Ademuz desde Valencia. Se hallan junto al Turia, margen derecha del río y aunque de idéntica fábrica poseen características estructurales distintas:-
- El túnel 1 (del Rayuelo), se halla a la altura del punto kilométrico 263 de la N-330a posee una longitud de 87 metros y hace ángulo en la mitad de su trazado.

- El túnel 2 (de Abajo), se halla aguas abajo del primero (punto kilométrico 262 de la N-330a), tiene una longitud de 77 metros y su trazado es recto.

Labrados en la roca viva (caliza) del monte, conserva en sus paredes interiores las huellas de los barrenos utilizados para su construcción: las bocas de los túneles (entrada y salida) poseen un encofrado de piedra y cemento. El puente del Rayuelo, por donde la N-330 salva el barranco de este nombre, posee dos ojos y es de buena factura. Tanto en el labrado de los túneles como en la construcción de los tramos de carretera del «puerto de las Emes» trabajaron muchos vecinos de Casas Bajas.